# Ассоциация в поддержку современной жизни (Турция)
Ассоциация в поддержку современной жизни (тур. Çağdaş Yaşamı Destekleme Derneği, ÇYDD) — турецкая общественная организация, чей головной офис находится в центре Стамбула, а в стране действуют более ста её филиалов. Ассоциация помогает девочкам по всей Турции получать образование, что в конечном счёте способствует гендерному равенству. Является одним из ключевых участников проекта «Turkcell Kardelenler».

## Цели и принципы
Свою цель ассоциация декларирует как: «защита революции и принципов Ататюрка; развитие современного человека и современного общества через современное образование; общества, в котором люди приобретут право на защиту и продолжат развитие принципов Ататюрка»
Своими принципами Ассоциация в поддержку современной жизни считает:
- Не создавать проблемы, но быть частью решения. Целью ÇYDD является способствование развитию современного общества, через создание проектов, которые обеспечивают решения конкретных проблем в стране.
- Быть в сотрудничестве с государственными и частными организациями: ÇYDD осуществляет свои проекты через сотрудничество своих профессиональных работников и волонтеров с соответствующими учреждениями и организациями страны.
- Поддерживать «беспартийную» позицию: ассоциация работает для достижения своих целей, заботясь, при этом, о сохранении беспартийной позиции.

## История и статус
ÇYDD сотрудничает с социальными службами и агентством по защите детей (SHÇEK) Турции, а также — с Министерством народного образования (МОНЕ) и другими официальными государственными учреждениями, включая Министерство культуры. Ассоциация является одной из неправительственных организаций, имеющих консультативный статус в Управлении по правам человека при премьер-министре страны. При этом работа ведётся на «внеполитических» началах.
Ассоциация в поддержку современной жизни образована на добровольных началах и работает благодаря пожертвованиям. У неё действуют более ста филиалов по всей территории страны. После землетрясения 1999 года CYDD «внесла большой и полезный вклад» в сферу образования — особенно, своими проектами в сельской местности. Равенство возможностей в области образования, обучения девочек, книги, поддержка оборудованием, дошкольное образования и профессиональная подготовка помогли как восстановлению экономической свободы в Турции, так и созданию современного общества.
При этом, ассоциация не раз вступала в конфликт с местными и региональными властями страны.
Ассоциация в поддержку современной жизни была основана в Стамбуле 10 февраля 1989 года группой турецких женщин-учёных во главе с Айселем Эши и Тюркян Сайлан; в следующем году Сайлан была избрана председателем ÇYDD — с тех пор она, фактически, стала символом организации. В том же, 1990, году филиалы ÇYDD стали открываться и в других городах Турции. В 1995 году был учрежден вспомогательный фонд ÇYDD. 18 мая 2009 года Сайлан скончалась — её место заняла Айсель Челикель, бывшая министр турецкого правительства.
За время своей деятельности ÇYDD присудила стипендии 117 147 студенткам: 54 657 девочкам на начальном и среднем уровне образования, а также — 63 497 учащимся университетов. Организация помогла сдать в эксплуатацию 130 школ или общежитий по всей Турции: в частности, ÇYDD пожертвовала 319 000 книг в школы и основала двадцать библиотек. После землетрясения 1999 года, Ассоциация в поддержку современной жизни создала 17 реабилитационных и общественных центров, специально предназначенных для женщин и детей. Кроме того, ассоциация организует специальные тренинги по вопросам прав человека, проходящие в кофейнях — данный проект был поддержан Европейским союзом.

## Turkcell Kardelenler
«Turkcell Kardelenler» является примером межсекторного социального партнерства в Тукции: Turkcell — ведущая телекоммуникационная компания в стране — начала проект «Kardelenler» (Подснежник) совместно с Ассоциацией в поддержку современной жизни (CYDD) в 2000 году. В рамках проекта ежегодно предоставляются стипендии для поддержки учащихся женского пола, которые имеют финансовые трудности, в получении образования. Постепенно разрастаясь, «Kardelenler» и сегодня предоставляет стипендии 12300 студентам.
Проект стал широко известен в Турции благодаря книге Айше Кулин «Подснежник», вышедшей в 2004 году, в которой она рассказала о влиянии совместной инициативы Turkcell и ÇYDD на жизнь девочек. Дополнительная общественная поддержка появилась благодаря альбому певицы Сезен Аксу «Kardelen» (2005), в котором она сформулировала лозунг: «Давайте дадим нашим девочкам образование, наши девочки — это наше будущее.»
Постепенно проект стал постоянным и в него вовлеклись новые представители турецкого бизнеса. Поддержка, оказанная кампании средствами массовой информации Турции и «хорошая репутация» Ассоциации в поддержку современной жизни, обеспечили её успешность — проект стал «самым значительным эталоном корпоративной социальной ответственности», содействуя вовлечению в социальное партнерство в области образования. В итоге, сегодня воспитание и образование детей рассматривается как один из основных приоритетов современного турецкого общества.